# Ђерђ Дожа
Ђерђ Дожа (мађ. Dózsa György или мађ. György Székely, рум. Gheorghe Doja), рођен око 1470. у Далноку (мађ. Dálnok) Ердељ, Мађарска, а умро 1514. године, Темишвар. Секељ пореклом и војник професијом, Дожа је упамћен као предводник сељачке буне против мађарских земљодржаца и властеле. Био је заробљен, мучен и погубљен заједно са својим следбеницима. У народу сећање на њега је као на хришћанина, мученика и борца против неправде.

## Биографија
Почетак војне каријере му је повезан са службом у Београду (мађ. Nándorfehérvár), где је служио у коњици и догурао до чина коњичког капетана. Због своје храбрости, умешности и успеха у служби краља, додељено му је право на грб, које су у то време носили само племићи по пореклу и појединци по државним заслугама.

## Избијање сељачке буне
Дожа је био плаћени војник, који је изборио своју репутацију кроз низ борби против Османског царства. Тадашњи канцелар Мађарске Тамаш Бакоц (мађ. Tamás Bakócz), је по повратку од папе Лава X (лат. Leo X) 1514. године ауторизовао крсташки рат против Отоманске империје и именовао Дожу да организује и управља овим ратом. За само неколико недеља, Дожа је сакупио армију од око 100.000 војника, такозване Куруце. Овај назив је произашао из латинског назива за крст (лат. Cruciati). Војска се углавном састојала од сељака, школараца и парохијских свештеника. Војска је регрутована по тадашњим административним јединицама краљевине и док је Дожа успео да почне да им даје основну обуку већ су почела да избијају незадовољства.
Никакве мере нису биле предузете у вези снабдевања ове армије са храном и одећом, а како се време жетве приближили, властодржци су тражили да се сељаци врате на поља. Пошто су то сељаци, војници, то одбили уследиле су репресалије у виду мучења и силовања припадника породица војника. У тренутку, је комплетна армија, окренута од своје првобитне намере и задатка и кренула у рат и реванш против земљопоседника.

## Успеси
У овом периоду Дожа је изгубио контролу над људима које је имао под својом командом, који су пали под утицај Леринца Месароша (Lőrinc Mészáros). Побуна је постала још опаснија када су се градови почели солидарисати са побуњеницима. У Будиму и осталим градовима коњица која је послата да угуши побуну Куруца је скинута са коња на градским капијама. побуна се проширила на велики део мађарског краљевства и многи замкови су порушени, имања попаљена и на хиљаде чланова вишег сталежа је побијено.
Дожин центар управе овом побуном је био у Цегледу (Cegléd) и све акције су практично почињале одатле.
Реакција мађарске краљевске владе је била инстантна. Папина була је повучена и краљ Владислав II је издао прокламацију којом је наредио сељацима да се врате својим домовима под претњом смрћу. До овог времена побуна је узела размере револуције и сви вазали су били позвани у борбу против сељака и унајмљивани су плаћеници. За ово време Дожа је заузео град Чанад (Csanád) и сигнализирао своју победу натакнувши на колац Епископа и каштелана града.
У Араду је био заробљен, главни ризничар, Иштван Телегди (István Telegdy), мучен и погубљен. Генерално побуњеници су убијали већином само земљопоседнике на лошем гласу. Дожа никада није погазио своју реч и покушавао је да уведе неки ред у побуну. На почетку побуне је изгледало да држава неће моћи да изађе на крај са Дожом и побуном.

## Пораз
Током лета 1514. побуњеници су заузели арадске тврђаве Липова (Lippa) и Вилагош (Világos) одакле су се наоружали са топовима. Једна од ових јединица је успела да стигне чак на 25 km од престонице. Први пораз су доживели у јулу те године од стране добро организоване и увежбане коњице Јована Запоље. Дожа је после Чанада издао прокламацију звану Миленариам, о свом веровању и о будућности. Овај облик писања и веровања је нарочито био значајан међу хришћанима
Одлучујућа битка се одиграла код Темишвара где су удружене војске Јована Запоље и Иштвана Баторија (István Báthory), поразиле Дожу и устанике. Дожа је био заробљен и мучен до смрти. Седео је на усијаном трону, крунисан усијаном круном и дато му је усијано жезло да држи у руци.
Данас, на месту његовог мучења се налази статуа Богородице. Први кип је подигнут 1865. године а данашњи, актуелни 1906. године. Велики број данашњих улица, тргова и метро станица у Будимпешти носи његово име. Поред имена Шандор Петефи и Лајош Кошут ово је најпопуларније име за улице у Мађарској, Војводини, као и у Румунији где многе улице носе Дожино име (Gheorghe Doja).
Његов револуционарни лик и трансилванијско порекло је било веома популарно у време комунистичке власти у Румунији, тако да је Дожино име било коришћено у свакој могућој прилици.